# Acacia spinosissima
Acacia spinosissima é uma espécie de leguminosa do gênero Acacia, pertencente à família Fabaceae.